# Platycrinites
Platycrinites is een geslacht van uitgestorven zeelelies, dat leefde van het Vroeg-Carboon tot het Perm, 376.1 tot 259.0 miljoen jaar geleden.

## Beschrijving
Deze zeelelie met een kroonhoogte van zeven centimeter had een uit enkele platen samengestelde diepe beker, vaak met een ruwe oppervlakte. Het dier had lange, vertakte armen. Deze gematigde uitgestorven crinoïden hadden een zuilvormige stengel met een gedraaid patroon. Boven op de stengel was een kelk met een aantal veerachtige armen.

## Vindplaatsen
Fossielen van dit geslacht zijn gevonden in het Devoon van Duitsland, in het Carboon van Australië, Canada, China, Ierland, het Verenigd Koninkrijk, de Verenigde Staten, evenals in het Perm van Australië, Canada, Indonesië, Oman en de Verenigde Staten.

## Soorten
- Platycrinites crokeri Campbell & Bein 1971
- Platycrinites ellesmerense Broadhead & Strimple 1977
- Platycrinites halos Webster & Jell 1999
- Platycrinites hemisphaericus (Meek & Worthen)
- Platycrinites nikondaense Broadhead & Strimple 1977
- Platycrinites omanensis Webster & Sevastopulo 2007
- Platycrinites testudo Campbell & Bein 1971
- Platycrinites wachsmuthi Wanner 1916
- Platycrinites wrighti Marez-Oyens 1940